# NGC 808
NGC 808 è una galassia a spirale barrata situata nella costellazione della Balena, a una distanza di circa 228 milioni di anni luce dalla nostra Via Lattea.

## Scoperta
La galassia è stata scoperta il 14 ottobre 1830 dall'astronomo britannico John Herschel.

## Descrizione
NGC 808 ha una classe di luminosità II-III e presenta una larga riga a 21 cm dell'idrogeno neutro.

## Supernova
Il 18 agosto 2004, all'interno di NGC 808 è stata scoperta la supernova SN 2004ds da M. Moore e W. Li nel corso del programma LOSS (Lick Observatory Supernova Search) dell'Osservatorio Lick. La supernova è stata classificata di tipo IIP.